# Jemima Rooper
Jemima Rooper (Hammersmith, Londres, 24 de octubre de 1981) es una actriz británica nacida en Hammersmith.

## Carrera
Su primer papel profesional lo obtuvo en 1993 a los 11 años, en la película Higher Mortals, al que le siguió en 1994 Willie's War. En 1995 participó en la película "A Sound of Thunder" interpretando a Jenny Krase. Durante 1996 y 1997 rodó la serie televisiva Los Cinco, de la escritora Enid Blyton, en la que interpretaba el papel de Georgina, una de las protagonistas de la popular saga literaria.
Después de sus pequeños papeles en series de televisión, Jemima obtuvo el papel de Nicki en la popular serie de Canal 4 para adolescentes As If, que contó con cuatro temporadas. Su siguiente aparición fue en el drama sobrenatural Hex donde interpretó a una adorable fantasma lesbiana llamada Thelma. Hex se transmitió por Sky 1 y tuvo dos temporadas entre 2004 y 2005.

## Filmografía
| Año       | Título                   | Papel             | Notas                                |
| --------- | ------------------------ | ----------------- | ------------------------------------ |
| 1993      | The Higher Mortals       | Vicky             |                                      |
| 1994      | Willie's War             | Annabel           |                                      |
| 1996–1997 | Los Cinco                | George            | Regular                              |
| 1998      | Owd Bob                  | Maggie Moore      |                                      |
| 1998      | Animal Ark               | Rachel Farmer     | Episodio: "Guinea Pig in the Garage" |
| 1999      | Junk                     | Gemma Brogan      |                                      |
| 1999      | The Passion              | Alice             |                                      |
| 1999      | Shockers: Dance          | Anne              |                                      |
| 1999      | Wives and Daughters      | Lizzie Goodenough | Miniserie                            |
| 2000      | Summer in the Suburbs    | Judie Lyle        |                                      |
| 2000      | The Railway Children     | Bobbie            |                                      |
| 2000      | Urban Gothic             | Nik               | Episodio: "Dead Meat"                |
| 2001      | Love in a Cold Climate   | Jassy             | Miniserie                            |
| 2001–2004 | As If                    | Nicki Sutton      | Regular                              |
| 2002      | Snapshots                | Narma             |                                      |
| 2004      | Midsomer Murders         | Jo Clifford       | Episodio: "The Straw Woman"          |
| 2005      | A Sound of Thunder       | Jenny Krase       |                                      |
| 2005      | Kinky Boots              | Nicola            |                                      |
| 2004–2005 | Hex                      | Thelma Bates      | Regular                              |
| 2006      | Sugar Rush               | Montana           | 1 episodio                           |
| 2006      | The Black Dahlia         | Lorna Mertz       |                                      |
| 2006      | Silent Witness           | Claire Ashen      | 2 episodios                          |
| 2006      | Sinchronicity            | Fi                | Regular                              |
| 2006      | Perfect Day              | Amber             |                                      |
| 2006      | Random Quest             | Gerry             |                                      |
| 2007      | Life Line                | Catt              |                                      |
| 2007      | The Time of Your Life    | Emma              | Regular                              |
| 2008      | Agatha Christie's Poirot | Norma Restarick   | 1 episodio                           |
| 2008      | Lost in Austen           | Amanda Price      |                                      |
| 2010      | Reunited                 | Sophie            | Piloto                               |
| 2010      | Bouquet of Barbed Wire   | Sarah Francis     | Miniserie                            |
| 2011      | Frankenstein's Wedding   | Justine Mortiz    |                                      |
| 2011      | Hotel Caledonia          | Casey Wright      |                                      |
| 2013      | Atlantis                 | Medusa            | Regular                              |
| 2013      | One Chance               |                   |                                      |
| 2013      | What If                  | Ellie             |                                      |
| 2014      | Blandings                | Lesley            |                                      |
| 2017      | Crimen en el paraíso     | Karen Marston     | 1 episodio                           |